# Ihor Kolomojs'kyj
Ihor Valerijovyč Kolomojs'kyj (in ucraino Ігор Валерійович Коломойський?; in ebraico איגור קולומויסקי‎?; Dnipropetrovs'k, 13 febbraio 1963) è un imprenditore e politico ucraino con passaporto israeliano e cipriota.
La sua cittadinanza ucraina è stata revocata nel 2022 e la cipriota nel 2024.
Presidente del Parlamento ebraico europeo, è inoltre stato comproprietario di PrivatBank dal 1992 al 2016 e proprietario del FC Dnipro e di Jewish News One. Dal marzo 2014 al marzo 2015 è stato governatore dell'oblast' di Dnipropetrovs'k. È considerato tra le persone più ricche dell'Ucraina con un patrimonio netto stimato di 1,8 miliardi di dollari nel 2022, ha una tripla cittadinanza (ucraina, israeliana, cipriota) nonostante la legge penalizzi la doppia cittadinanza in Ucraina per i funzionari di Stato. A titolo di spiegazione, Kolomojs'kyj ha affermato che "la costituzione proibisce la doppia cittadinanza, ma la tripla cittadinanza non è proibita".
È stato leader del Partito nazionalista UKROP.
Nel 2019, il potere dei media e i finanziamenti di Kolomojs'kyj hanno sostenuto Volodymyr Zelens'kyj nella campagna presidenziale di successo per spodestare Poroshenko. Nel 2020 è stato incriminato negli Stati Uniti, con l'accusa di frode bancaria su larga scala. Nel 2021, gli Stati Uniti hanno vietato a Kolomojs'kyj e alla sua famiglia di entrare nel Paese, accusandolo di corruzione e minaccia alla fede del pubblico ucraino nelle istituzioni democratiche. Nel 2022, il governo Zelens'kyj, in base alla legge di "deoligarchia", lo ha aggiunto nell'elenco degli "imprenditori che hanno influenza nella vita politica del Paese (oligarchi)". Nel luglio 2022, a seguito di un apparente litigio, Zelens'kyj ha privato Kolomoyskyi della cittadinanza ucraina, citando l'indagine penale statunitense. Nel novembre 2022, molti dei beni di Kolomoyski, in particolare quelli strategici per lo stato ucraino alla luce dell'invasione russa dell'Ucraina, inclusa la sua proprietà delle più grandi compagnie petrolifere ucraine, sono stati nazionalizzati dal governo ucraino. È stato in seguito arrestato per riciclaggio di denaro e sospettato anche come mandante di un omicidio, oltre che inserito nel database di Myrotvorec'.

## Biografia
Kolomojskyj nacque in una famiglia Ebrea a Dnipropetrovsk, nella repubblica ucraina dell'Unione Sovietica. Entrambi i genitori si erano laureati in ingegneria. Sua madre lavorava all'università e suo padre in uno stabilimento metallurgico. Già nella sua infanzia era considerato molto determinato, era entusiasta dello sport, gli piaceva giocare a scacchi. Professionalmente, ha seguito l'esempio dei genitori. Dopo essersi diplomato al ginnasio n. 21 di Dnipropetrovsk con il distintivo Komsomol "Per prestazioni scolastiche eccezionali", nel 1980 ha intrapreso gli studi universitari in ingegneria presso l'Istituto metallurgico Leonid Brezhnev di Dnipropetrovsk, laureandosi nel 1985.
Dal 1986 ha lavorato nella cooperativa commerciale Fianit. Nel 1988 decise di diventare un uomo d'affari. Il primo finanziamento è stato fatto con il sostegno di amici nella grande comunità ebraica di Dnipropetrovsk.
Nel 1991, insieme a Leonid Miloslavsky, Oleksiy Martynov e Hennadiy Boholyubov, ha fondato Sentosa Ltd, che trasportava e rivendeva merci e attrezzature da Mosca a Dnipropetrovsk. Più tardi, importò prodotti petroliferi, si occuparono di leghe di ferro, fornirono carburante a Ordzhonikidze (in seguito Pokrov Mining and Processing Plant) e ricevettero minerale di manganese per ulteriori esportazioni nell'ambito di accordi di baratto.
Nel 1992, Kolomojskyj ha co-fondato con Hennadii Boholiubov il  PrivatBank e la sua estensione informale di società, il Privat Group. Nel 1997 è stato nominato presidente del consiglio di amministrazione.  PrivatBank è stato l'unico prestatore ucraino a ricevere il permesso dalla Banca Nazionale dell'Ucraina di aprire filiali all'estero. Una filiale in Lettonia, fondata nel 1992, è stata successivamente implicata nello scandalo delle frodi bancarie moldave del 2014. Le operazioni di un secondo scandalo, emerso alla fine del 1990 a Cipro, hanno contribuito a far precipitare la nazionalizzazione di PrivatBank nel 2016.
Nel 1999-2003, Kolomojskyj ha acquisito il controllo di Ukrnafta, Kalinin Coke and Chemical Plant, mercato Ozerka a Dnipropetrovsk, Nikopol Ferroalloy Plant e altre società.
Attraverso Privat Group. Kolomoyskyi controllava, in vari momenti nei primi anni 2000, tre compagnie aeree ucraine: Aerosvit Airlines, Dniproavia, Donbassaero.  Tutte finirono in bancarotta. Attraverso la società di gestione patrimoniale Mansvell Enterprises Limited, controllava altre tre compagnie aeree scandinave, Skyways Express, City Airline e Cimber Sterling, ognuna delle quali, nel giro di pochi anni, presentava istanza di fallimento e cessava le operazioni.
A partire dal 2008, altri campi di attività in Ucraina, nonché in Russia e Romania includevano: ferroleghe, finanza, prodotti petroliferi, mass media, industrie metallurgiche e petrolifere.

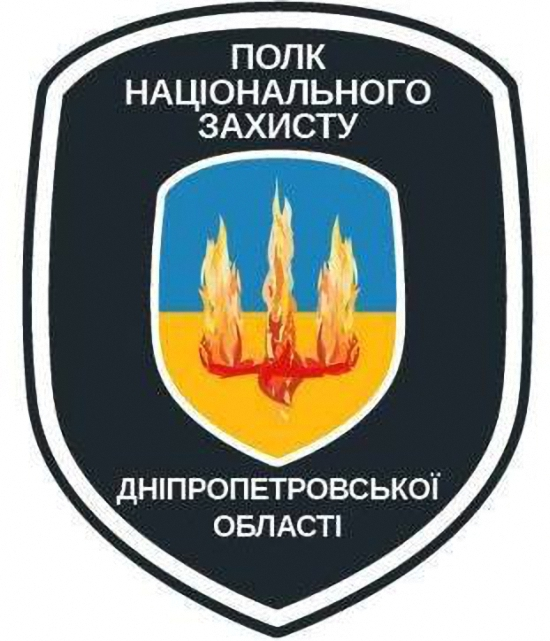
Emblema del battaglione di Kolomojs'kyj

Nel 2014, per la lotta alla secessione della regione di lingua russa del Donbass, crea il battaglione Dnipro.
Nel corso delle elezioni presidenziali in Ucraina del 2019 ha sostenuto la candidatura di Volodymyr Zelens'kyj. L'oligarca è il proprietario dell'emittente televisiva 1+1 che ha mandato in onda la serie televisiva del presidente, Servitore del popolo, prima che si lanciasse in politica. 1+1 ha anche acquistato serie TV, spettacoli e film realizzati da Kvartal 95, la casa di produzione di Zelens'kyj e Ivan Bakanov. Proprio su questo canale Zelens'kyj annunciò la propria candidatura alle elezioni presidenziali, il 31 dicembre 2018, in contrasto con il discorso di Petro Poroshenko. Quest'ultimo era ostile all'oligarca poiché lo aveva rimosso dall'incarico di governatore dell'oblast' di Dnipropetrovs'k per aver commissionato a un battaglione l'assalto alla compagnia di Stato UkrTransNafta dopo che il presidente ucraino ne aveva rimosso il capo collegato a lui.
Tuttavia nel 2020 il presidente ucraino ha firmato un decreto che vieta la restituzione dei fondi PrivatBank a Kolomojs'kyj e nel 2022 con un decreto presidenziale ha privato vari oligarchi ucraini, tra cui Kolomojs'kyj, della cittadinanza ucraina.

## Vita privata
Kolomoyskyi è sposato con Irina Mikhailovna Kolomoyska, originaria di Dnipro. Hanno una figlia, Angelika Kolomoyska, e un figlio, il  cestista professionista Israel Kolomoysky.